# Vallée de larmes
Vallée de larmes (с фр. — «Долина слёз») — первый сингл группы Scooter; выпущен в формате CD 9 февраля 1994 года. Состоит из трёх вариантов трека Vallée de larmes и би-сайда Cosmos. Все треки — инструментальные.

## Информация
13 ноября 1993 года в Нидерландах вышел трек Vallée de larmes, который написал дуэт диджеев и композиторов Гастон Стеенкист (нидерл. Gaston Steenkist) (DJ Dobre) и Рене Хорст (нидерл. René Horst) (DJ Zki). До того они уже были известны под названием The Goodmen своим популярным треком Give It Up, достигшим первого места в танцевальном чарте Billboard. Трек Vallée de larmes они опубликовали под псевдонимом René et Gaston.
Ремикс-команду The Loop!, в которую входили будущие основатели Scooter Рик Джордан, Эйч Пи Бакстер, Йенс Теле и Сёрен Буллер (он же Феррис Бюллер), звукозаписывающая компания Edel попросила продюсировать выход этого хаус-трека в качестве сингла. Под авторством The Loop! сингл первоначально и вышел. В нём присутствовала несколько переработанная версия оригинальной композиции, Percapella Version, а также версия самого The Loop!. В декабре 1993 года появилась винил-пластинка, на которой было уже указано авторство Scooter. В феврале следующего года вышел полноценный сингл.
Заглавная композиция не попала ни в один из официальных студийных альбомов группы Scooter. Ремикс Vallée de larmes (Re-Incarnation by the Loop!) вошёл в двухдисковую компиляцию лучших песен группы за период с 1994 по 1998 год Rough & Tough & Dangerous – The Singles 94/98. Cosmos, самостоятельно написанный участниками Scooter, вошёл в их дебютный альбом …and the Beat Goes On!
Из-за переходного (между The Loop! и Scooter) статуса, скромного успеха в танцевальных чартах (восьмое место в Германии), а также того факта, что идея Vallée de larmes принадлежала Гастону и Рене (в сингле они указаны под своими новыми псевдонимами — DJ Zki & Dobre), группа Scooter не включает данный сингл в свою официальную дискографию, однако признавая свои авторские права на сингл.
В 1999 году новый на тот момент участник группы Аксель Кун сделал собственный транс-ремикс на заглавную композицию — Vallée de larmes (Axel Coon Remix). Трек вошёл в Fan Limited Edition альбома No Time to Chill.

## Список композиций
CD Maxi — Germany (Club Tools # 0060075CLU)
1. Vallée de larmes (6:42)
2. Vallée de larmes — Percapella Version (3:47)
3. Vallée de larmes — Re-Incarnation by the Loop! version (4:35)
4. Cosmos (6:08)

12" Maxi — Germany (CLU 6007-0)
1. Vallée de larmes (6:42)
2. Vallée de larmes — Percapella Version (3:47)
3. Vallée de larmes — Re-Incarnation by the Loop! version (4:35)
4. Cosmos (6:08)

## Авторы
- 1-3 треки: DJ Zki & Dobre (в версии Scooter)
- Рик Джордан (Cosmos)
- Эйч Пи Бакстер (Cosmos)
- Йенс Теле (Cosmos)
- Феррис Бюллер (указан под настоящей фамилией — Сёрен Бюлер) (Cosmos)